# The Secret Tournament
The Secret Tournament (conosciuto anche come Scorpion KO) è una campagna pubblicitaria che la Nike ha messo in atto in vista dei Mondiali di Calcio del 2002, che si sono svolti in Giappone e Corea del Sud. L'intera campagna ha avuto un budget stimato di 100 milioni di dollari, il copywriter è stato Tim Wolfe e l'art director Frank Hahn
Lo spot, che vedeva la partecipazione di 24 fra i più famosi calciatori dell'epoca e di Éric Cantona nella parte dell'arbitro, è stato diretto dal pluripremiato regista ed ex membro dei Monty Python Terry Gilliam, ha come direttore della fotografia Nicola Pecorini e come scenografo Stefano Maria Ortolani. Le riprese sono avvenute nel dicembre 2001.

## Le fasi della campagna
La prima fase della campagna, definita tease o anticipazione, ha preso il via nel marzo 2002 e consisteva in cartelloni e brevi filmati in cui comparivano solo un paio di scarpe da calcio e uno scorpione. Questi prime inserzioni invitavano il pubblico a visitare un sito web recante informazioni riguardo al Secret Tournament: in questo stesso sito era anche possibile divertirsi con giochi interattivi prodotti per l'occasione. La seconda fase, definita excite o eccitazione, è partita in aprile con il lancio dello spot vero e proprio; infine è seguita la fase involve o coinvolgimento (vedi L'impatto della campagna).

## Trama
Lo spot, della durata di tre minuti, segue lo svolgimento di un torneo di calcio cui partecipano otto squadre composte ciascuna di tre fra i migliori giocatori del mondo. Le partite si svolgono in una gabbia metallica all'interno di una nave al largo, e prevedono la vittoria della squadra che per prima riesce a segnare un gol. Arbitro, commentatore e padrone di casa è l'ex campione Éric Cantona. Come si evince dal finale, la sorte per i perdenti prevede il ritorno a riva a nuoto, al grido di "All losers go home".
Colonna sonora dello spot è "A Little Less Conversation", un classico di Elvis Presley nella versione remixata da Junkie XL, che grazie anche allo spot diventa un vero e proprio tormentone dell'estate.

## Giocatori coinvolti
| Triple Espresso  | The Onetouchables   | Toros Locos       | Cerberus        | Os Tornados    | Funk Seoul Brothers | Tutto Bene      | Equipo Del Fuego |
| ---------------- | ------------------- | ----------------- | --------------- | -------------- | ------------------- | --------------- | ---------------- |
| Thierry Henry    | Patrick Vieira      | Fredrik Ljungberg | Edgar Davids    | Luís Figo      | Denílson            | Fabio Cannavaro | Claudio López    |
| Francesco Totti  | Ruud van Nistelrooy | Javier Saviola    | Lilian Thuram   | Roberto Carlos | Ronaldinho          | Tomáš Rosický   | Gaizka Mendieta  |
| Hidetoshi Nakata | Paul Scholes        | Luis Enrique      | Sylvain Wiltord | Ronaldo        | Seol Ki-Hyeon       | Rio Ferdinand   | Hernán Crespo    |

## Tabellone
|  | Quarti di Finale | Quarti di Finale    | Quarti di Finale |             |                 | Semifinali | Semifinali | Semifinali |  |  | Finale | Finale          | Finale |
|  |                  |                     |                  |             |                 |            |            |            |  |  |        |                 |        |
|  |                  | Triple Espresso     | 1                |             |                 |            |            |            |  |  |        |                 |        |
|  |                  | The Onetouchables   | 0                |             |                 |            |            |            |  |  |        |                 |        |
|  |                  | The Onetouchables   | 0                |             | Triple Espresso | 1          |            |            |  |  |        |                 |        |
|  |                  |                     |                  |             | Triple Espresso | 1          |            |            |  |  |        |                 |        |
|  |                  |                     | Cerberus         | 0           |                 |            |            |            |  |  |        |                 |        |
|  |                  | Toros Locos         | Cerberus         | 0           | 0               |            |            |            |  |  |        |                 |        |
|  |                  | Toros Locos         |                  |             | 0               |            |            |            |  |  |        |                 |        |
|  |                  | Cerberus            | 1                |             |                 |            |            |            |  |  |        |                 |        |
|  |                  |                     |                  |             |                 |            |            |            |  |  |        | Triple Espresso | 1      |
|  |                  |                     |                  | Os Tornados | 0               |            |            |            |  |  |        |                 |        |
|  |                  | Os Tornados         | 1                |             |                 |            |            |            |  |  |        |                 |        |
|  |                  | Funk Seoul Brothers | 0                |             |                 |            |            |            |  |  |        |                 |        |
|  |                  | Funk Seoul Brothers | 0                |             | Os Tornados     | 1          |            |            |  |  |        |                 |        |
|  |                  |                     |                  |             | Os Tornados     | 1          |            |            |  |  |        |                 |        |
|  |                  |                     | Equipo Del Fuego | 0           |                 |            |            |            |  |  |        |                 |        |
|  |                  | Tutto Bene          | Equipo Del Fuego | 0           | 0               |            |            |            |  |  |        |                 |        |
|  |                  | Tutto Bene          |                  |             | 0               |            |            |            |  |  |        |                 |        |
|  |                  | Equipo Del Fuego    | 1                |             |                 |            |            |            |  |  |        |                 |        |

## The Rematch
Lo spot principale è stato seguito, a distanza di qualche tempo, da quello che può essere definito un vero e proprio sequel. The Rematch vede infatti le due squadre che avevano giocato la finale del Secret Tournament disputarsi una rivincita, seppur con regole diverse: in particolare la partita si svolge nello spazio vuoto all'interno dello scafo, libero dalla gabbia, e le porte sono disegnate direttamente sulle paratie esterne; inoltre lo scopo non è più quello di segnare un solo gol, bensì di arrivare a 100. Le due squadre dimostrano le loro capacità rispondendosi punto su punto fino ad arrivare al punteggio di 99 a 99: la pallonate però indeboliscono la parte di scafo su cui le porte sono disegnate, tanto che il gol della vittoria, segnato da Luís Figo per la squadra Os Tornados, fa sì che si formi una falla. Lo spot termina con i sei giocatori ed Éric Cantona che nuotano verso riva mentre la nave affonda.
Anche questo secondo spot, della durata di un minuto, è diretto da Terry Gilliam, ma vede un avvicendamento alla fotografia, la cui direzione è affidata a Fraser Taggart: le riprese sono avvenute nei giorni 28 e 29 gennaio 2002.  Anche la colonna sonora rimane invariata rispetto al primo spot.

## L'impatto della campagna
Come fase finale della campagna, nel giugno 2002 Nike ha organizzato in una dozzina fra le maggiori città del mondo (fra cui Londra, Pechino, Tokio, Buenos Aires e, in Italia, Roma e Firenze) dei tornei con le stesse regole del Secret Tournament, cui si stima abbiano partecipato almeno un milione di bambini.
La Nike non ha potuto che considerare la campagna un successo, tanto che il presidente della compagnia ha commentato This spring's integrated football marketing initiative was the most comprehensive and successful global campaign ever executed by Nike.